# Stanstead (district électoral du Canada-Uni)
Pour les articles homonymes, voir Stanstead.
Circonscription électorale provinciale du Canada
Stanstead est un district électoral de l'Assemblée législative de la province du Canada.

## Liste des députés
| Années | Années       | Député                | Affiliation       |
| ------ | ------------ | --------------------- | ----------------- |
|        | 1841 - 1844  | Marcus Child          | Tory unioniste    |
|        | 1841 - 1844  | Marcus Child          | Canadien-français |
|        | 1844 - 1848  | John McConnell        | Tory              |
|        | 1848 - 1851  | John McConnell        | Tory              |
|        | Conservateur | John McConnell        |                   |
|        | 1851 - 1852  | Hazard Bailey Terrill | Modéré            |
|        | 1852 - 1854  | Timothy Lee Terrill   | Modéré            |
|        | 1854 - 1856  | Timothy Lee Terrill   | Libéral           |
|        | 1854 - 1856  | Timothy Lee Terrill   | Réformiste        |
|        | 1856 - 1858  | Timothy Lee Terrill   |                   |
|        | 1858 - 1861  | Timothy Lee Terrill   | Conservateur      |
|        | 1861 - 1863  | Albert Knight         | Conservateur      |
|        | 1863 - 1867  | Albert Knight         | Conservateur      |